# Pomnik Przyjaźni w Ufie
Pomnik Przyjaźni (ros. Монумент Дружбы, baszk. Дуҫлыҡ монументы) – pomnik w Ufie, w Rosji. Ma postać wysokiego na 35 m obelisku i dedykowany jest przyjaźni między narodami Rosjan i Baszkirów. Został odsłonięty 7 sierpnia 1965 roku.

## Historia
Na terenie, gdzie obecnie znajduje się pomnik, dawniej mieścił się ufijski kreml, który został zniszczony w pożarze w 1759 roku. Pożar przetrwała znajdująca się na terenie kremla cerkiew Świętej Trójcy, która przestała funkcjonować w czasach sowieckich, a w 1956 roku została wysadzona w powietrze. W 1957 roku obchodzono 400-lecie przyłączenia się Baszkirii do Rosji. Z tej okazji w miejscu dawnej cerkwi wmurowano kamień z informacją o planowanej budowie w tym miejscu pomnika poświęconego przyjaźni narodów Rosjan i Baszkirów. Prace nie ruszyły jednak od razu; pomnik został odsłonięty dopiero 7 sierpnia 1965 roku. W 1975 roku obiekt otrzymał status zabytku. W 2006 roku pomnik wraz z otoczeniem został odnowiony.

## Opis

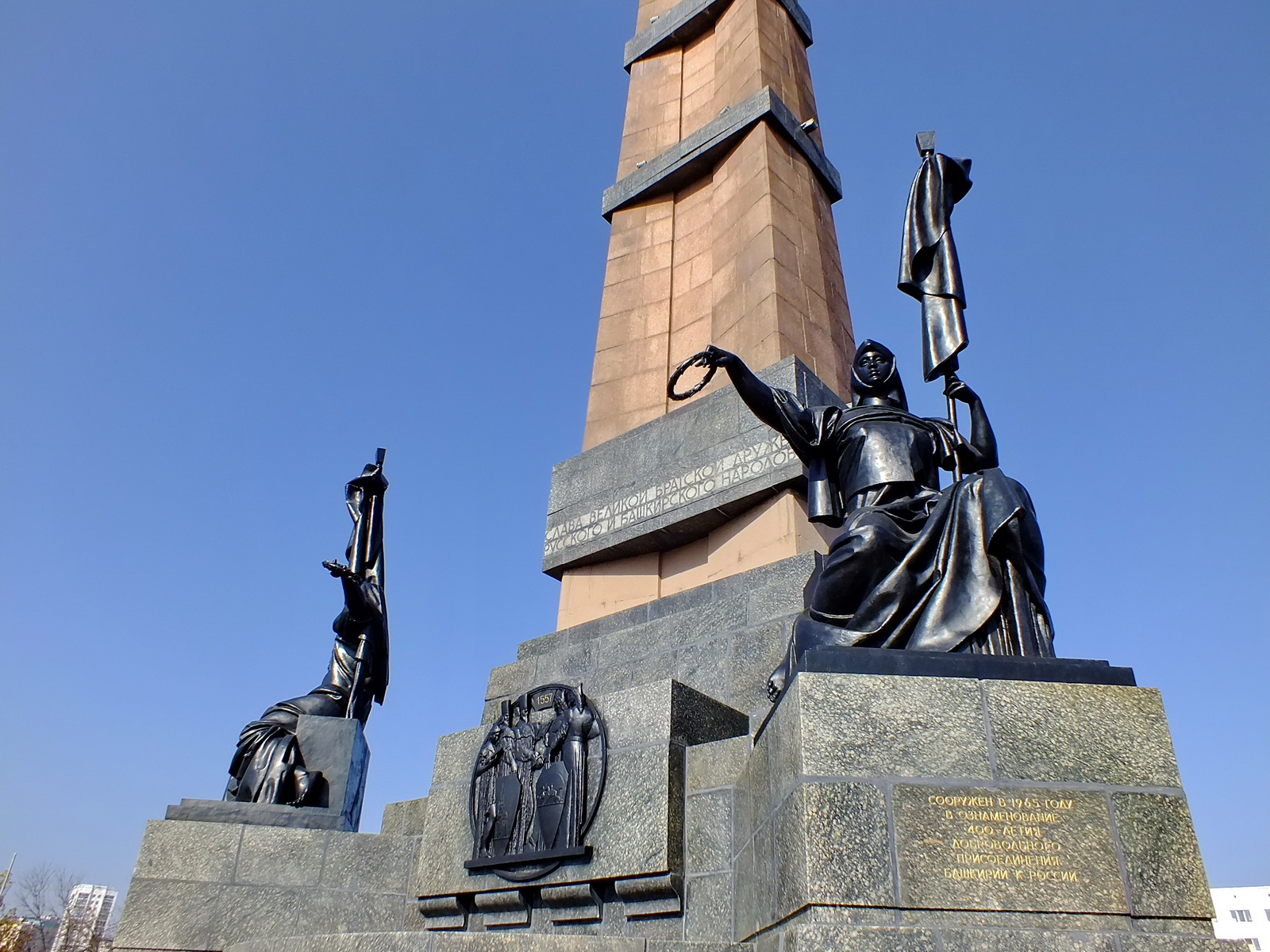
Podstawa pomnika

Pomnik ma formę wysokiego na 35 m obelisku wykonanego z różowego granitu. Opasany jest on trzema pierścieniami, na dolnym pierścieniu wygrawerowano napis sławiący przyjaźń rosyjsko-baszkirską oraz lata 1557–1957. Podstawa ozdobiona jest żeliwnymi płaskorzeźbami. Z przodu, przed pomnikiem stoją dwa brązowe posągi przedstawiające dwie kobiety – jedną Rosjankę i jedną Baszkirkę. Pomnik stoi na niewielkim wzniesieniu, w niedużej odległości od brzegów rzeki Biełaja. Od strony rzeki w kierunku monumentu prowadzą 96-stopniowe, granitowe schody.